# Решетовка (река)
Решето́вка — река в Ростовской области России, левый приток Дона. Длина — 21 км, площадь водосборного бассейна — 154 км². На левом берегу реки располагается Антиповский бор.

## Течение
Река берёт начало на юге Калачской возвышенности, на южном склоне водораздела с рекой Песковаткой, к юго-востоку от хутора Кривского Шолоховского района. Общее направление течения на юг. Перед устьем протекает через озеро Старый Дон (старица Дона). Впадает в реку Дон с левой стороны, в 876 км от её устья, напротив хутора Меркуловского.
Река протекает по территории Шолоховского района Ростовской области.

## История
Река упоминается в «Глава III. Воды» Статистического описания земли Донских Казаков, составленном в 1822—1832 годах: «а) Собственно в Дон впадающие суть: С левой стороны: 16) Решетовка».

## Населённые пункты
- х. Зубковский
- х. Антиповский